# Sörtés dücskőgomba
A sörtés dücskőgomba (Panus rudis) a likacsosgombafélék családjába tartozó, kozmopolita elterjedésű, korhadó faanyagon élő, nem ehető gombafaj. 

## Megjelenése
A sörtés dücskőgomba kalapja 2–6 cm széles; alakja fiatalon domború, széle erősen begöngyölt; majd benyomottá, esetleg féloldalas kagyló alakúvá, konzolossá válik, de lehet szabálytalan rozetta formájú is. Felületén sűrűn borítják az 1–2 mm hosszú sörték. Színe fiatalon sokszor lilás hússzínű, de hamarosan vörösbarnára, rózsaszínes-barnásra vagy világosbarnára fakul. 
Húsa szívós, rostos; színe fehér, sérülésre nem változik. Szaga nem jellegzetes, íze keserű.
Sűrű lemezei lefutók, a féllemezek gyakoriak. Színük fiatalon lilás lehet, de hamarosan kifehérednek; idősen halványbarnásak. 
Tönkje 1–2 cm magas és max. 1 cm vastag. Elhelyezkedése gyakran excentrikus vagy féloldalas. Töve kissé megvastagodott. Felszíne sűrűn szőrös. Színe a kalapéval egyezik vagy halványabb. 
Spórapora fehér. Spórája megnyúlt ellipszoid vagy henger formájú, sima, inamiloid, mérete 4–5,5 x 1,5–2 µm. 

### Hasonló fajok
A lilás dücskőgomba hasonlít hozzá, de az inkább pikkelyes, mint szőrös.  

## Elterjedése és termőhelye
Kozmopolita faj, de inkább a meleg (trópusi, szubtrópusi, mediterrán) éghajlatú vidékeken él. Európában délen gyakori, ritkábban Közép-Európában is megtalálható. . 
Lombos fák elhalt törzsén, tuskóján, ágain él. Májusban kezd teremni, a termőtestek késő őszig fejlődnek, majd kissé összeszikkadva áttelel. Kedveli a meleg, napos termőhelyeket. Jól tűri a szárazságot, mert egyrészt a fa nedvességtartalmát felhasználja, másrészt szöszös, filces kalapja jól megtartja a nedvességet. 

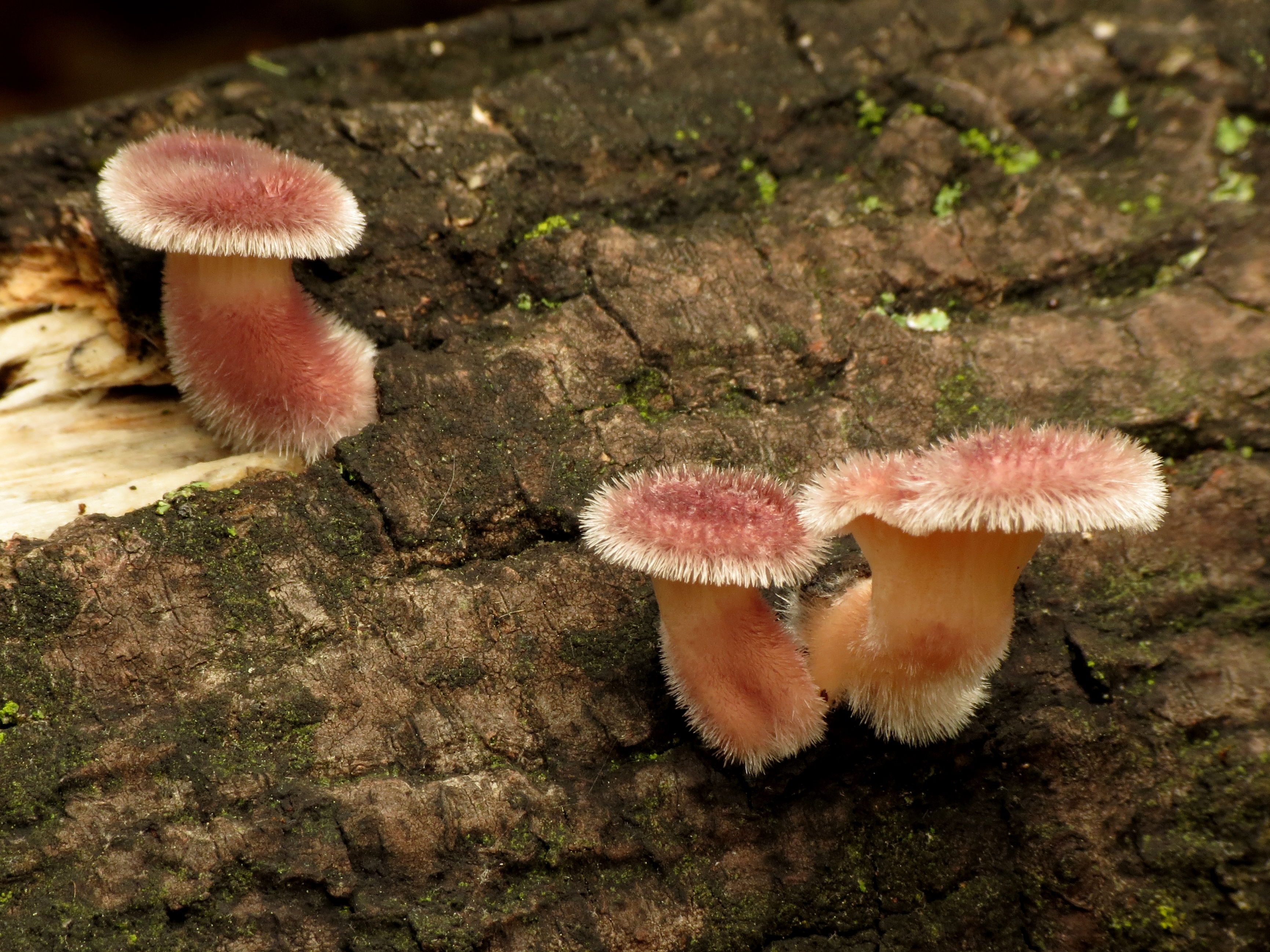
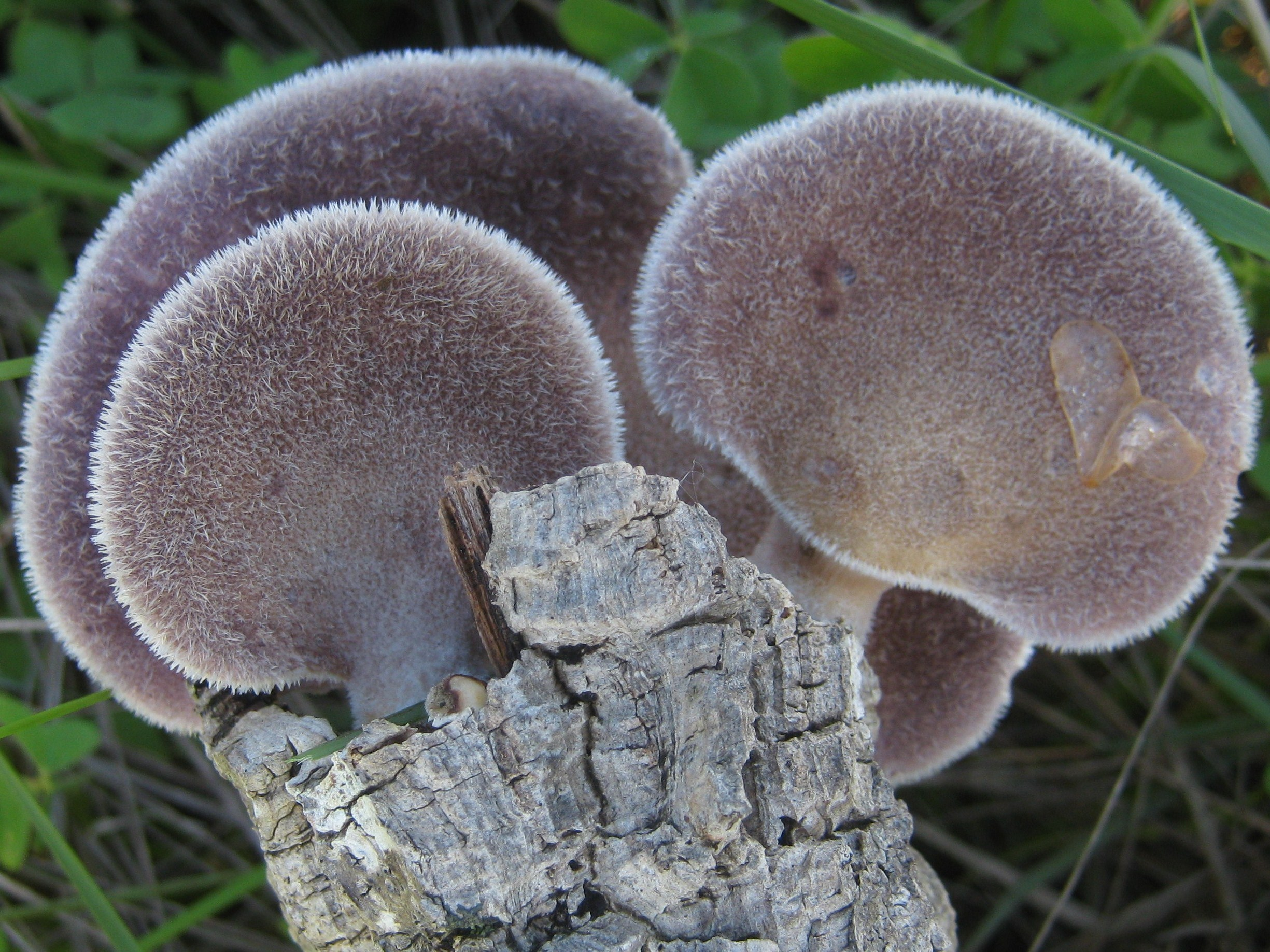
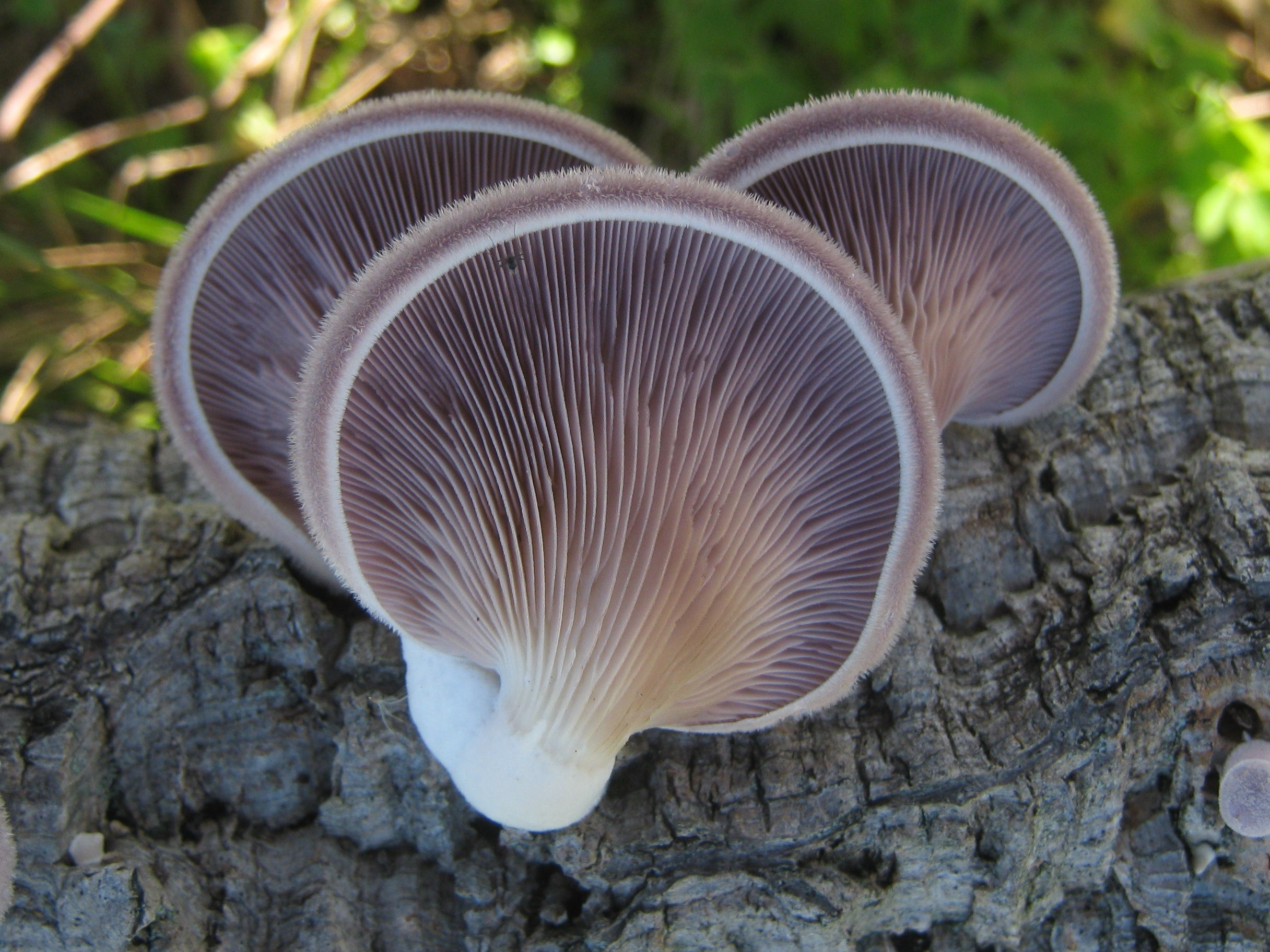
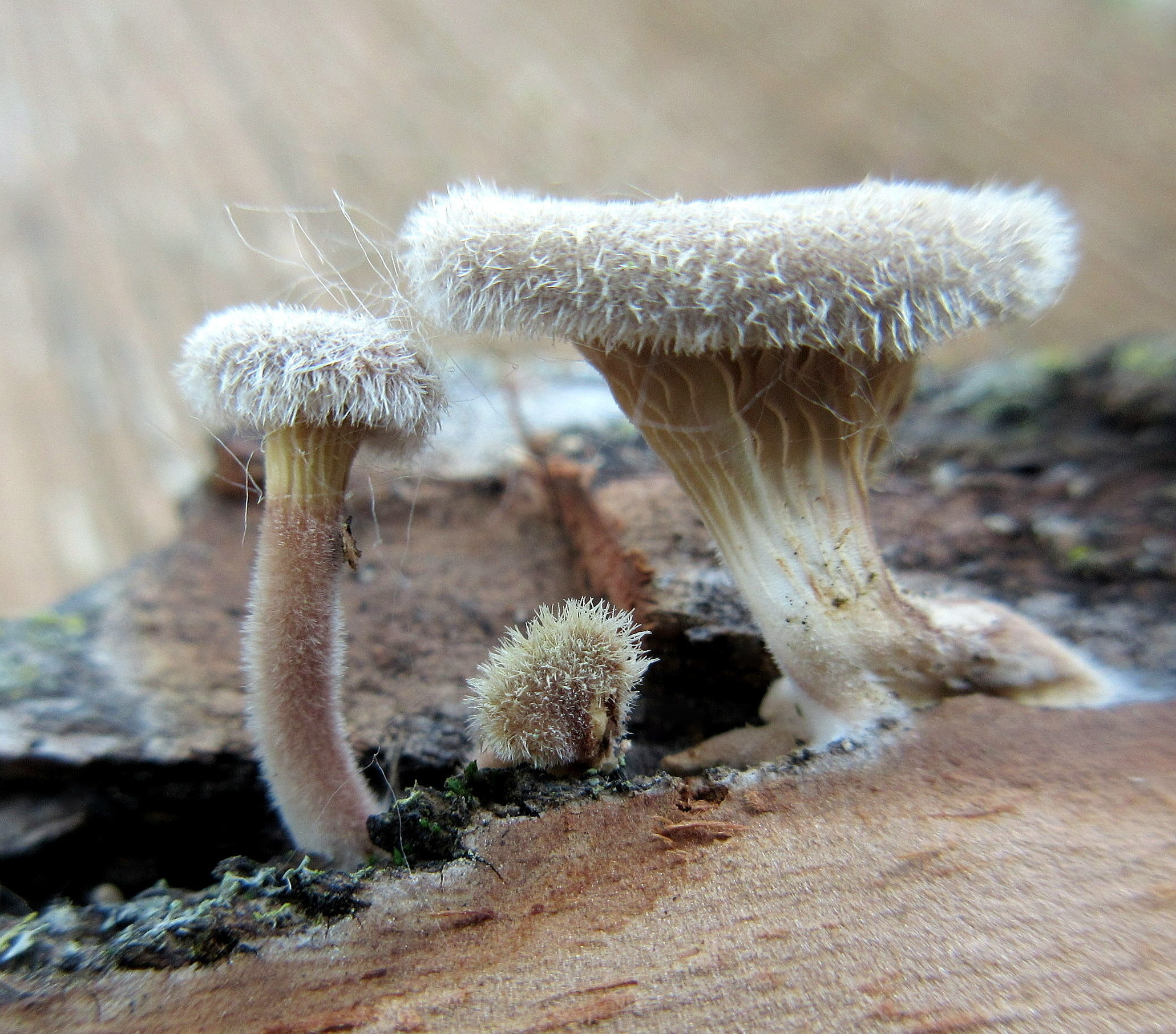
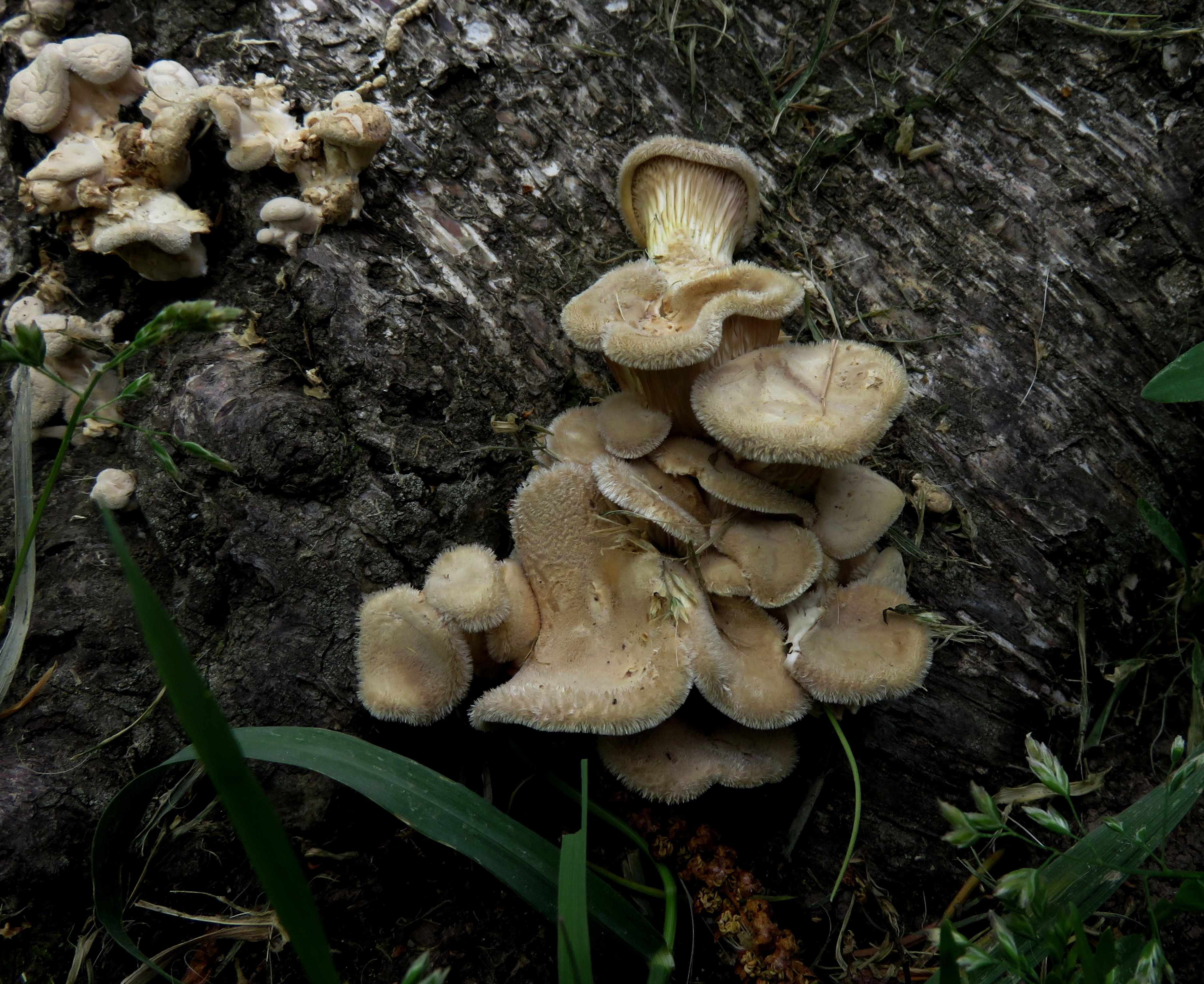

Nem ehető. 